# Northlane
Нортлејн (енгл. Northlane) је аустралијски металкор бенд основан у Сиднеју, 2009. године. Бенд се састоји од пет чланова, гитариста Џона Дејлија и Џоша Смита, бубњара Ника Петерсена, басисте Брендона Пађасека и вокалисте, Маркуса Бриџа. Објавили су пет студијских албума Discoveries (2011), Singularity (2013), Node (2015), Mesmer (2017) и Alien (2019). На ARIA Music Awards, 2015. године, бенд је албумом Node, освојио награде ѕа најбољи хард рок и хеви метал албум. 2017. албум Mesmer добија исте награде. 2019. освајају исте награде за албумом Alien. Њихов музички стил често се описује као металкор, прогресивни метал и алтернативни метал.

## Историја

### Почеци и Discoveries (2009–2012)
Нортлејн је формиран у Сиднеју 2009. године као металкор бенд. Оснивачи бенда били су Џон Дејли, Брендан Дерби, Адријан Фитипалдес, Алекс Миловић и Џош Смит. Бенд је добио назив по песми познатог британског бенда, Architects. Њихов први ЕП (енгл. Extended play) са шест песама, изашао је јануара 2010. године и оставио је добре утиске међу публиком.   
Крајем 2011., бенд је потписао уговор са UNFD издавачком кућом. Након тога, издали су први албум Discoveries. Албум је представљан на Discoveries турнеји која се одржавала широм Аустралије. 

### Singularity (2013–2014)
Јануара 2013., Нортлејн је завршио регионалну турнеју, на просторима Аустралије, заједно са још неколико познатих бендова. Током већине наступа, представљали су нову песму, под називом ,,Masquerade". Нортлејн је наступао на још пар значајних фестивала током 2013. 
22. фебруара 2013. обајвљен је видео за песму ,,Quantum Flux". Ова песма достигла је светски успех. Марта исте године, објављен је албум Singularity. 
Септембра 2014., најављено је да првобитни вокалиста напушта бенд. Преко Фејсбук странице су објављени разлози, од којих је највећи и окидач био здравље вокалисте. Због овога, чланови Нортлејна основали су аудицију како би изабрали следећег вокалисту.

### Node (2014–2016)
14. oктобра, чланови бенда су саопштили да имају новог вокалисту. Два дана касније, објављено је да се снима нови спот за песму под именом ,,Rot”. Песма је објављена 20. новембра и истог дана је Маркус Бриџ представљен као нови вокалиста.
Њихов трећи албум, објављен је 24. јула 2015. године. 

### Equinox and Mesmer (2016–2017)
Априла 2016., бенд је објавио да је заједно сa бендом In Hearts Wake, ради на колаборацији под називом Equinox. Овај ЕП (енгл. Extended Play) се састоји од три песме ,,Refuge", ,,Equinox" и ,,Hologram". Нортлејн је наступао на Impericon фестивалу 2016. у Немачкој. 
Јануара 2017. премијерно су представили нову нумеру ,,Intuition’’. Најављена је још једна аустралијска турнеја. Марта исте године, објавили су сингл ,,Mesmer". 20. марта објављен је још један сингл, назван ,,Citizen". Четири дана касније, без икаквих претходних најава, изашао је њихов четврти албум, Mesmer. Јуна, преко Твитер платформе, премијерно су приказали музички спот за песму ,,Solar’’.

### Analog Future, Alien (2018–данас)
Након још једне турнеје, објављено је да ће њухов први сценски албум, Analog Future, бити објављен марта 2018. године. Такође је речено да ће албум имати лимитиран број копија. 
Јула 2018. објавили су још један нови сингл под називом ,,Vultures". Такође је саопштено да је гитариста Џош Смит преузео посао менаџера бенда. Септембра исте године, саопштено је да ће басиста, Алекс Миловић напустити бенд. Месец дана касније, придружује им се Брендон Пађасек као басиста и додатни вокалиста. 
Децембра, на Твитеру објављују да завршавају са писањем петог албума. Али, албум Alien, објављен је тек августа 2019. 

## Дискографија

### Студијски албуми
- Discoveries (2011)
- Singularity (2013)
- Node (2015)
- Mesmer (2017)
- Alien (2019)

### Синглови
- Worldeater (2012)
- Quantum Flux (2013)
- Masquerade (2013)
- Rot (2014)
- Obelisk (2015)
- Impulse (2015)
- Weightless (2016)
- Intuition (2017)
- Mesmer (2017)
- Citizen (2017)
- Vultures (2018)
- Bloodline (2019)
- Talking Heads (2019)
- Eclipse (2019)